# Leptotarsus (Tanypremnella) perdistinctus
Leptotarsus (Tanypremnella) perdistinctus is een tweevleugelige uit de familie langpootmuggen (Tipulidae). De soort komt voor in het Neotropisch gebied.